# Летбридж (виадук)
Ле́тбридж (фр. Viaduc de Lethbridge, англ. Lethbridge Viaduct) — железнодорожный стальной виадук типа «эстакадный мост» в городе Летбридж, Южная Альберта, Альберта, Канада. Также известен под названием Хай-Ле́вел-Бридж (рус. Высокоуровневый мост). Является самым крупным железнодорожным сооружением страны и крупнейшим сооружением подобного типа в мире. Соединяет собой районы города Летбридж, разделённые рекой Олдмен.

## Описание
В строительстве виадука были заняты около сотни рабочих. Сталь для моста была произведена в рабочем городке Уокервилле (как населённый пункт упразднён в 1930-х годах, ныне — историческая местность). Заказчиком, дизайнером и владельцем виадука стала Канадская тихоокеанская железная дорога. Для строительства этого моста на месте был сооружён огромный подъёмный кран, не имевший тогда аналогов в мире — только на него ушло около 100 000 долларов. Всего на виадук потребовались 12 400 тонн стали, на доставку которой понадобились 645 железнодорожных вагонов, ещё 40 вагонов потребовались для доставки оборудования. Основная конструкция виадука состоит из 44 балок длиной по 20,4 метров и 22 балок длиной по 30,2 метров. Начало и конец моста находятся на высоте 900—910 метров над уровнем моря.
Новый виадук заменил собой деревянный мост через реку Олдмен, который сам по себе впечатлял на то время: 894 метра длиной и 20 метров высотой.
Основные параметры
- Пролётов: 32
- Длина: 1624 метра
- Ширина: 32,6 метров
- Высота: 95,7 метров
- Стоимость строительства: 1 334 525 долларов
- Строительство: лето 1907 года — июнь 1909 года (открытие в августе 1909 года)[4]
- Главный инженер: Джон Эдвард Швитцер